# 堀内俊介
堀内俊介（日语：／ Horiuchi Shunsuke，1959年12月17日—），日本男子赛艇运动员。他曾代表日本参加1982年和1986年亚洲运动会赛艇比赛，获得二枚银牌。他也曾参加1984年夏季奥林匹克运动会。